# Kaede Nakamura
Kaede Nakamura (中村 楓, Nakamura Kaede, Iwate, 3 augustus 1991) is een Japans voetbalster die als verdediger speelt bij Albirex Niigata.

## Carrière

### Clubcarrière
Nakamura begon haar carrière in 2010 bij Albirex Niigata.

### Interlandcarrière
Nakamura maakte op 3 maart 2017 haar debuut in het Japans vrouwenvoetbalelftal tijdens een wedstrijd om de Algarve Cup tegen IJsland. Ze heeft drie interlands voor het Japanse elftal gespeeld.

## Statistieken
| Japans vrouwenvoetbalelftal | Japans vrouwenvoetbalelftal | Japans vrouwenvoetbalelftal |
| Jaar                        | Wed.                        | Dlp.                        |
| --------------------------- | --------------------------- | --------------------------- |
| 2017                        | 3                           | 0                           |
| Totaal                      | 3                           | 0                           |